# Adam Jones (pilote automobile)
Pour les articles homonymes, voir Adam Jones et Jones.
Pas d'image ? Cliquez ici
Adam Jones, né le 9 août 1980 à Birmingham, est un pilote automobile britannique. Il a été sacré champion de France de Formule Renault Campus en 1999.

## Biographie
Après avoir évolué en karting jusqu'en 1998, Adam Jones parvient en sport automobile en 1999 en pilotant en Formule Renault Campus France qui correspond au Championnat de France F4 actuel ainsi qu'en Formula Renault 2.0 UK Winter Series. Il termine premier au général au sein du premier avec trois victoires dont le Grand Prix de Pau F4 et second en ce qui concerne la Formule Renault.
L'année suivante, il monte d'une catégorie en monoplace avec la Formule 3. Il participe ainsi au championnat de France de Formule 3, où il est vainqueur de la classe B, ainsi qu'au Coupe d'Europe de Formule 3 et aux Masters de Formule 3.
En 2001, en plus d'évoluer de nouveau dans le championnat de France de Formule 3, sa carrière évolue avec ses premières courses en endurance automobile puisqu'il participe aux 24 Heures de Spa 2001, septième manche du championnat FIA GT 2001, où il abandonne. 2002 le voit piloter pour la dernière fois en Formule 3 avec le championnat de Grande-Bretagne de Formule 3 où il termine quinzième au général, car il s'oriente dorénavant vers le Grand Tourisme avec pour engagement principal le championnat FIA GT jusqu'en 2004, avec pour bilan un podium en catégorie N-GT. Durant cette même année, il rejoint le British GT Championship (en) mais surtout pilote en Le Mans Series avec l’American Le Mans Series et le Le Mans Endurance Series. Avec Sascha Maassen, il glane une victoire en GT à l’intérieur de ce dernier lors des 1 000 kilomètres du Nürburgring 2004 et une deuxième place de catégorie lors des 1 000 kilomètres de Spa 2004,. Les 1 000 kilomètres de Spa sont d'ailleurs la seule épreuve qu'il dispute en 2005.
Adam Jones retourne alors dans son pays et participe à la saison 2006 du championnat britannique des voitures de tourisme et effectue une pige en British GT Championship. Il reste dans ces deux championnats la saison suivante où il obtient un podium dans les deux compétitions et en 2008 avec à la clé un podium en British GT Championship et cinq podiums en championnat britannique des voitures de tourisme. Il participe une dernière fois à ce championnat lors de la saison 2009 avec un dernier podium, mais y ajoute deux victoires en Trofeo Abarth 500 Europe et une pige en International GT Open.
À la suite de cela, il arrête sa carrière. Cependant, elle est réveillée en 2016 à 36 ans avec une participation en 24H Series, et se poursuit l'année suivante avec là aussi une participation aux 24 Heures de Silverstone dans le cadre des 2017 Touring Car Endurance Series (en).

## Palmarès
- Grand Prix de Pau : Vainqueur F4 1999 ;
- Formule Renault Campus France : Champion en 1999 ;
- Championnat de France de Formule 3 : Champion Classe B en 2000 ;
- 1 000 kilomètres du Nürburgring 2004 : Vainqueur GT.

## Résultats en compétition automobile

### Résultats aux 24 Heures de Spa
| Année | Équipe            | Équipiers                                 | Voiture                 | Classe | Tours | Pos. | Class Pos. |
| ----- | ----------------- | ----------------------------------------- | ----------------------- | ------ | ----- | ---- | ---------- |
| 2001  | Cirtek Motorsport | Peter Hardman Ian Donaldson Gregor Fisken | Porsche 911 GT3 R (996) | N-GT   | 210   | Abd  | Abd        |